# Linia kolejowa 116 Trnava – Kúty
Linia kolejowa nr 116 – linia kolejowa o długości 67,463 km, łącząca Trnawę z Kúty. Kolej jest jednotorowa i korzysta z systemu elektryfikacji 25 kV 50 Hz.